# Konzerthaus di Dortmund
La Konzerthaus (Palazzo dei concerti) di Dortmund è una sala da concerti della città di Dortmund, in Germania.
Fu inaugurata nel 2002 ed è composta di due sale, rispettivamente capaci di contenere 1.500 e 900 spettatori.

## Dettagli
- Indirizzo:	Brückstraße 21, 44135 Dortmund
- Distanze dai principali mezzi di trasporto:	
  - Aeroporto 20 km
  - Autostrada 5 km
  - Centro 0–1 km
  - Stazione 0–1 km
  - Trasporti pubblici 0–1 km